# Billet de 100 000 lires Manzoni
Pour les articles homonymes, voir 100 000.
Recto
Verso
Le 100 000 lires Manzoni est un billet de banque italien mis en circulation en 1967. Il est le premier billet d'une valeur de 100 000 lires émis par la Banque d'Italie.

## Histoire
L'introduction simultanée de billets de 50 000 et 100 000 lires est décidée par le gouvernement de Aldo Moro et le ministre du Trésor Emilio Colombo. La valeur de 100 000 lires est alors très élevée pour l'époque, équivalente au salaire moyen d'un ouvrier.
Il est imprimé de 1967 à 1974. Il est remplacé par le billet de 100 000 lires Botticelli.

## Description
Le premier billet de 100 000 lires de l'histoire d'Italie est dédiée à l'écrivain et poète italien Alessandro Manzoni. Il a été conçu, comme bon nombre d'autres billets de banque italiens, par le graveur Trento Cionini.
Le recto du billet représente le portrait de l'écrivain.
Le verso montre la ville de Lecco vue de Malgrate et située au bord du Lac de Come : une allusion au roman Les Fiancés.

## Tirage
Il y a eu 3 tirages du billet de 100 000 lires Manzoni :
- un tirage de 20 000 000 billets en 1967, portant la signature « Carli - Febbraio »[1],
- un tirage de 42 500 000 billets en 1970, portant la signature « Carli - Lombardo »[1],
- un tirage de 14 700 000 billets en 1974, portant la signature « Carli - Barbarito »[1].

## Sources
- (it) Cet article est partiellement ou en totalité issu de l’article de Wikipédia en italien intitulé « 100.000 lire » (voir la liste des auteurs).